# (37777) 1997 GE32
1997 GE32 (asteroide 37777) é um asteroide da cintura principal. Possui uma excentricidade de 0.12747800 e uma inclinação de 7.98804º.
Este asteroide foi descoberto no dia 12 de abril de 1997 por Antonio Lopez e Rafael Pacheco em Costitx.